# 兰德尔德
兰德尔德（荷蘭語：Landerd）是荷蘭的一個市鎮，位於荷蘭南部，在行政區劃上屬於北布拉班特省。兰德尔德設立於1994年1月1日，由兩個市鎮合併設立。

## 外部連結
- 维基共享资源上的相關多媒體資源：兰德尔德
- Official website （页面存档备份，存于）